# لوله‌ماهی دم‌برسی
لوله‌ماهی دم‌برسی (نام علمی: Leptoichthys fistularius) نام یک گونه از زیرخانواده لوله‌ماهی است.